# Charlie Gunn
Charles Edward James Gunn, detto Charlie (St Pancras, 14 agosto 1885 – Chichester, 30 dicembre 1983), è stato un marciatore britannico.

## Palmarès
- Giochi olimpici

Anversa 1920: bronzo nella marcia 10 km.